# YOLO (album DIA)
YOLO – drugi album studyjny południowokoreańskiej grupy DIA, wydany cyfrowo 19 kwietnia 2017 roku przez wytwórnię MBK Entertainment i fizycznie 28 kwietnia. Płytę promowały single „You Are My Flower” i „Will You Go Out With Me?”. Sprzedał się w nakładzie 18 463 egzemplarzy (stan na maj 2017). Ukazał się w trzech edycjach: cyfrowej i dwóch fizycznych („Blue” i „Pink”).

## Lista utworów
| Nr  | Tytuł                                                                                         | Słowa                                                                   | Kompozycja                                                         | Aranżacja                                 | Czas |
| --- | --------------------------------------------------------------------------------------------- | ----------------------------------------------------------------------- | ------------------------------------------------------------------ | ----------------------------------------- | ---- |
| 1.  | "Narang Sagwillae" (kor. 나랑 사귈래, ang. Will You Go Out With Me?)                          | Eunice, Huihyeon, Jenny, Yebin, Eunjin, Chaeyeon, Ddoli Park, Peter Pan | Eunice, Huihyeon, Jenny, Yebin, Ddoli Park, Peter Pan              | Two Champ                                 | 3:11 |
| 2.  | "Nam.Sa.Chin" (남.사.친, ang. Boyfriend)                                                      | Eunice, Huihyeon, Jenny, Yebin, Eunjin, Yoon Young-min, Kim Won-hyun    | Eunice, Huihyeon, Jenny, Yoon Young-min, Kim Won-hyun, Kim Dong-ha | Yoon Young-min, Kim Won-hyun, Kim Dong-ha | 2:47 |
| 3.  | "Sawol" (kor. 사월, ang. April) (feat. Din Din)                                               | Huihyeon, Eunjin, Yebin, Face Of Glory, Jin Ri, Din Din                 | Yebin, Face Of Glory, Jin Ri, Dawn, Long Candy                     | Face Of Glory, Dawn                       | 3:59 |
| 4.  | "Mannequin" (kor. 마네킹)                                                                     | Eunice, Huihyeon, Jenny, Eunjin, Yebin, Chaeyeon, Stainboys             | Eunice, Huihyeon, Jenny, Yebin, Chaeyeon, Stainboys                | Stainboys                                 | 3:37 |
| 5.  | "Kkoc, Dal, Sul" (kor. 꽃, 달, 술, ang. You Are My Flower) (with Kim Yeon-ja, Hong Jin-young) | Eunice, Yebin, Chaeyeon, 79                                             | Eunice, Yebin, Chaeyeon, 79                                        | 79                                        | 4:21 |
| 6.  | "Bich" (kor. 빛, ang. Light)                                                                  | Eunice, Huihyeon, Jenny, Eunjin, Yebin, Eunchae, Ddoli Park, Peter Pan  | Eunice, Huihyeon, Jenny, Yebin, Ddoli Park, Peter Pan              | Ddoli Park                                | 3:48 |
| 7.  | "There Is No Time" (kor. 시간이 없어) (Huihyeon feat. Kim Chung-ha)                           | Huihyeon, Slapstick                                                     | Huihyeon, Slapstick                                                | Slapstick                                 | 3:34 |
| 8.  | "I Norae Deuleobollae" (kor. 이 노래 들어볼래, ang. Listen To This Song)                      | Huihyeon, Eunjin, Yebin, Face Of Glory, Jin Ri, Din Din                 | Yebin, Face Of Glory, Dawn, Long Candy                             | Face Of Glory, Dawn                       | 3:58 |
| 9.  | "Neoman Moreuna Bom" (okr. 너만 모르나 봄, ang. Not Only You But Spring)                      | Huihyeon, Eunjin, Yebin, Eunchae, Kim Won-hyun                          | Yebin, Kim Won-hyun, Melody Workshop                               | Kim Won-hyun, Melody Workshop             | 3:45 |
| 10. | "Independence Movement Day" (乾坤坎離/건곤감리)                                               | Eunice, Huihyeon, Jenny, Eunjin, Yebin, Chaeyeon, Eunchae               | Eunice, Huihyeon, Jenny, Yebin, Ddoli Park, Peter Pan              | Ddoli Park, Krazysound                    | 5:02 |
| 11. | "Narang Sagwillae 2016"                                                                       | Eunice, Huihyeon, Jenny, Yebin, Eunjin, Chaeyeon, Ddoli Park, Peter Pan | Eunice, Huihyeon, Jenny, Yebin, Ddoli Park, Peter Pan              | Ddoli Park, Peter Pan                     | 3:12 |
| 12. | "Kkoc, Dal, Sul" (DIA Only Version)                                                           | Eunice, Yebin, Chaeyeon, 79                                             | Eunice, Yebin, Chaeyeon, 79                                        | 79                                        | 4:21 |
| 13. | "Narang Sagwillae" (Ballad version)                                                           | Eunice, Huihyeon, Jenny, Yebin, Eunjin, Chaeyeon, Ddoli Park, Peter Pan | Eunice, Huihyeon, Jenny, Yebin, Ddoli Park, Peter Pan              | Stainboys                                 | 4:56 |
| 14. | "Narang Sagwillae" (Instrumental)                                                             |                                                                         | Eunice, Huihyeon, Jenny, Yebin, Ddoli Park, Peter Pan              | Two Champ                                 | 3:11 |

## Notowania
| Lista                    | Pozycja |
| ------------------------ | ------- |
| Gaon Weekly Album Chart  | 3       |
| Gaon Monthly Album Chart | 13      |